# Championnat de France de football 1911 (USFSA)
Navigation
Championnat 1910 Championnat 1912
Le Championnat de France de football USFSA 1911 met aux prises les champions régionaux de l'USFSA.

## Championnat de France

### Participants
Les participants sont les vainqueurs des championnats régionaux :
- Champion de Paris : Racing club de France
- Champion du Nord : Olympique lillois
- Champion de Haute-Normandie : Football Club de Rouen
- Champion de Basse-Normandie : Association Sportive de Trouville-Deauville
- Champion de Bretagne : Union Sportive Servannaise
- Champion de Picardie : Amiens Athletic Club
- Champion de Champagne : Racing Club de Reims
- Champion de Guyenne et Gascogne : Sport Athlétique Bordelais
- Champion du Littoral : Stade Helvétique de Marseille
- Champion de Lorraine : Cercle Sportif de Remiremont
- Champion des Pyrénées : Stade toulousain
- Champion du Lyonnais : Football Club International de Lyon
- Champion du Languedoc : Olympique de Cette
- Champion de la Côte d’Azur : Stade Raphaëlois
- Champion de Beauce et du Maine : Angers Université Club
- Champion de Bourgogne-Franche-Comté : RCFC de Besançon
- Champion de l'Atlantique :
- Champion des Charentes : Sporting Club Angérien
- Champion de Touraine : Union Sportive de Tours
- Champion du Dauphiné : Sporting Club Dauphinois
- Champion des Ardennes : Football Club de Braux

### Tour préliminaire
- 5 mars 1911
  - A Besançon. Racing Club Franc-Comtois de Besançon 0-3 FC International Lyon
  - A Reims. Racing Club de Reims 5-0 Cercle des Sports Stade Lorrain
  - A Angers. Angers Université Club 12-0 Union sportive de Tours
  - A Amiens. Amiens AC 1-6 FC Rouen

### Huitièmes de finale
- 5 et 12 mars 1911
  - Au Havre, le 5. RC France 3-1 AS Trouville-Deauville
  - A Charleville, le 5. Olympique lillois 8-1 Football club de Braux
  - A Montpellier, le 5. Olympique de Cette 3-1 Stade toulousain
  - A Marseille, le 5. SH Marseille 9-0 Stade raphaëlois
  - A Lyon, le 12. FC International Lyon 2-1 Sporting Club Dauphinois
  - A Laval, le 12. Union sportive Servannaise 0-2 Angers Université Club (US Servannaise qualifiée sur tapis vert)
  - A Colombes, le 12. FC Rouen 2-1 Racing Club de Reims
  - Sport athlétique bordelais 6-0 Sporting Club angérien

### Quarts de finale
- 19 mars 1911
  - A Rouen. FC Rouen 4-1 Olympique lillois
  - A Laval. RC France 1-0 Union sportive Servannaise
  - A Montpellier. Olympique de Cette 3-0 Sport athlétique bordelais
  - A Lyon. FC International Lyon 0-2 SH Marseille

### Demi-finales
- 26 mars et 9 avril 1911
  - A Sète, le 26. Olympique de Cette 0-4 SH Marseille
  - A Rouen, le 9. FC Rouen 1-2 RC France (plus de 3000 spectateurs)

### Finale
- 30 avril 1911, terrain du Stade helvétique, Marseille devant plus de 3000 spectateurs
  - SH Marseille 3-2 RC France
  - Arbitre : D. Labat
  - Buts : R. Scheibenstock, Loveday et Utiger pour Marseille ; Grünig et Pflüger pour Paris.
  - Marseille : J. Navarro, Henri Scheibenstock, E. Hippenmeier, L. Moret, Henri Hattenschwyler, A. Hattenschwyler, Th. Schmidt, A. Utiger, J. Baïerle, Loveday, René Scheibenstock
  - Paris : G. De Gastyne, Specke, Nisbet, E. Lenglet, Gaudin, A. Nicol, P. Grünig, A. Trousselier, R. Matthey, Pflügern, André Puget

Quatorze joueurs suisses disputent la finale : dix chez les Marseillais et quatre au Racing.